# Barbara Rachwalska

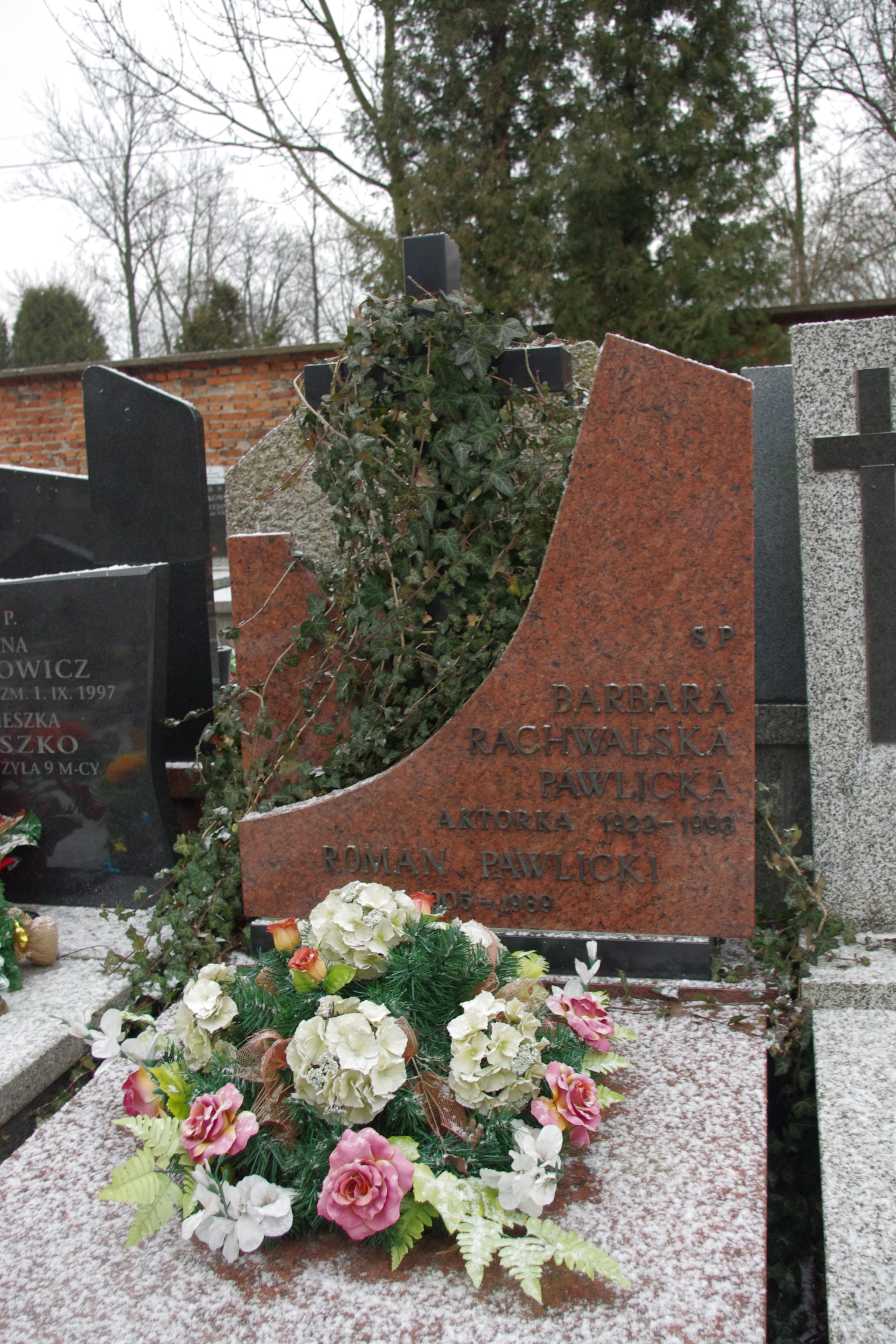
Grób aktorki Barbary Rachwalskiej na cmentarzu Wolskim w Warszawie.

Barbara Rachwalska-Pawlicka (ur. 13 kwietnia 1922 w Warszawie, zm. 23 grudnia 1993 tamże) – polska aktorka teatralna, filmowa i telewizyjna.

## Życiorys
Córka restauratora Ignacego Rachwalskiego (zm. 1940) i Heleny ze Staszewskich. Jej bratem był scenograf – Józef Rachwalski. W 1944 ukończyła konspiracyjnie Państwowy Instytut Sztuki Teatralnej, a w 1945 zdała egzamin eksternistyczny w Łodzi. 8 sierpnia 1945 debiutowała w sztuce teatralnej „Niespokojna starość” Leonida Rachmanowa w reż. Aleksandra Zelwerowicza i Mariana Wyrzykowskiego w Teatrze Wojska Polskiego, w którym występowała do 1949. Współzałożycielka Teatru Nowego w Łodzi, gdzie występowała w latach 1949–1963 i 1977–1979. W latach 1963–1976 występowała w Teatrze Narodowym (1963–1969) i w Teatrze Ateneum (1969–1976). W 1979 przeszła na emeryturę, ale nadal występowała gościnnie w teatrach warszawskich, m.in. w Teatrze Ateneum (1979), Teatrze na Woli (1979–1982), Teatrze Rozmaitości (1982–1984) i Teatrze Polskim (1984–1992).
Od 1957 grała w słuchowiskach Teatru Polskiego Radia. W latach 1962–1994 zagrała w około stu spektaklach Teatru Telewizji.
Matka dziennikarza, reżysera i producenta Macieja Pawlickiego oraz reżysera filmów dokumentalnych i operatora Tadeusza Pawlickiego, babka aktora Antoniego Pawlickiego, scenarzysty Jana Pawlickiego, aktorki Moniki Pawlickiej oraz Kamila i Klary Pawlickich.
Zmarła w Warszawie, pochowana na cmentarzu Wolskim.

## Filmografia
- 1946: Dwie godziny – kobieta na dworcu
- 1947: Ostatni etap – blokowa Elza
- 1947: Jasne łany – Maria Ruczajowa
- 1951: Gromada – Magda
- 1953: Przygoda na Mariensztacie – majster Aniela Rębaczowa
- 1953: Żołnierz zwycięstwa – mamka Diany von Ballen
- 1954: Uczta Baltazara – gospodyni księdza
- 1955: Trzy starty – matka Hanki
- 1956: Koniec nocy – matka „Małego”
- 1957: Ewa chce spać – kierowniczka hotelu robotniczego
- 1957: Król Maciuś I – przekupka
- 1957: Kapelusz pana Anatola – przekupka
- 1958: Wolne miasto – Barcikowska, matka Bogusia
- 1958: Ostatni strzał – kobieta w kolejce
- 1959: Awantura o Basię – Magdzia, służąca doktorostwa
- 1959: Tysiąc talarów – wieśniaczka
- 1960: Historia współczesna – Albinowska, matka Basi
- 1961: Świadectwo urodzenia – kobieta z leśniczówki (cz. 1)
- 1961: Komedianty – Jagielska, matka Dziuni
- 1962: Jadą goście jadą... – Anielcia (cz. 3)
- 1963: Skąpani w ogniu – repatriantka wdowa
- 1963: Kryptonim Nektar – reżyserka „Halki”
- 1964: Przerwany lot – Piotrowska
- 1964: Beata – lekarka
- 1965: Trzy kroki po ziemi – chłopka (cz. 2)
- 1965: Święta wojna – żona Kukułki
- 1965: Sposób bycia – księgowa
- 1965: Dzień ostatni dzień pierwszy – gospodyni Kacprowa
- 1966: Czterej pancerni i pies – pani Helenka (odc. 6)
- 1967: Stawka większa niż życie – gospodyni Berta (odc. 17)
- 1967: Kiedy miłość była zbrodnią – przedstawicielka komisji do spraw rasowych
- 1969: Nowy – kierowniczka działu zatrudnienia w Powiatowej Radzie Narodowej w Nowym Dworze Mazowieckim
- 1969: Piąta rano – kwiaciarka
- 1970: Doktor Ewa – Pierzchałowa, matka Agnieszki (odc. 4)
- 1971: Obcy w lesie – Zapałowa, gospodyni Kowalczyka
- 1971: Jagoda w mieście – matka Irki (odc. 2)
- 1972: Chłopi – Płoszkowa
- 1972: Ucieczka-wycieczka – Paciorkowa
- 1972: Dary magów – mleczarka
- 1973: Zasieki – matka Ernesta
- 1973: Padalce – Pietrasowa
- 1973: Janosik – słowacka góralka (odc. 7)
- 1973: Chłopi – Płoszkowa
- 1974: Zapamiętaj imię swoje – sztubowa w obozie
- 1974: Święty Mikołaj pilnie poszukiwany – kucharka Fredzia
- 1974: Najważniejszy dzień życia – gospodyni (odc. 3)
- 1975: Zawodowcy – sklepowa Pawlicka
- 1975: Noce i dnie – Julka, służąca Niechciców
- 1975: Moja wojna, moja miłość – Józefa, gospodyni w pałacu
- 1975: Kazimierz Wielki – piastunka, położna
- 1977: Noce i dnie – Julka
- 1977: Dziewczyna i chłopak – Marusiowa (odc. 1)
- 1977: Józia – Gołąbowa
- 1978: Aktorzy prowincjonalni – Stasiakowa
- 1978: Ty pójdziesz górą – chłopka
- 1979: Ja, Klaudiusz – Bryzeida (głos, polski dubbing)
- 1979: Drogi pośród nocy – wiejska kobieta
- 1979: Buddenbrookowie – wdowa Suerkringel
- 1980: Cham – Awidacja
- 1980: Zajęcia dydaktyczne – szatniarka Władzia
- 1980: Party przy świecach – Gańkowa
- 1980-1987: Dom – Maria Talar
- 1980: Bo oszalałem dla niej – pracownica teatru
- 1981: Najdłuższa wojna nowoczesnej Europy – Gieruszowa (odc. 9)
- 1981: Wolny strzelec – Wisłocka
- 1981: Uczennica – Maria Fernikowa
- 1981: Mężczyzna niepotrzebny! – babcia Małgosi i Ewy
- 1981: Chłopiec – klientka u krawcowej
- 1981: Białe tango – magazynierka Eugenia Lis (odc. 3-4, 8)
- 1982: Pensja pani Latter – Marta
- 1982: Punkty za pochodzenie – Seretna
- 1982: Niech cię odleci mara – matka Romusia
- 1983: Szaleństwa panny Ewy – „ciocia” Aniela Halicka (odc. 1)
- 1983: Alternatywy 4 – Tekla Wagnerówna
- 1983: Złe dobrego początki... – pani Gienia
- 1983: Wir – akuszerka
- 1983: Fucha – Zaliwska
- 1984: Szaleństwa panny Ewy – „ciocia” Aniela Halicka
- 1984: Kobieta w kapeluszu – stara kobieta
- 1986: Magnat – Mathilda
- 1986: Boczny tor – Jadwiga Wiśniewska
- 1986: Biała wizytówka – księżna Mathilda Von Teuss (odc. 1)
- 1987: Rzeka kłamstwa – klucznica Michalina (odc. 3)
- 1987: Odnaleziony skarb – Cafrinka (głos, polski dubbing)
- 1988: Banda Rudego Pająka – woźna w szkole (odc. 1)
- 1988: Oszołomienie – sąsiadka Halaburdowej
- 1988: I skrzypce przestały grać – pani Stefa
- 1988-1990: W labiryncie – ciotka Ewy
- 1989: Odbicia – babka Janasa (odc. 6)
- 1990: Maria Curie – matka Piotra Curie
- 1990: Dziewczyna z Mazur – sąsiadka Barbary Darskiej
- 1991: Rozmowy kontrolowane – ciotka Jarząbka ukrywająca Ochódzkiego

## Ordery i odznaczenia
- Krzyż Kawalerski Orderu Odrodzenia Polski (1960)
- Złoty Krzyż Zasługi (11 lipca 1955)[2]
- Medal 10-lecia Polski Ludowej (28 lutego 1955)[3]
- Honorowa Odznaka Miasta Łodzi (1960)

## Upamiętnienie
Barbara Rachwalska jest bohaterką filmu biograficznego „Niebezpiecznie skromna..." w reż. Anny Semkowicz i Marka Bieńkowskiego (1994).